# Lúčnica nad Žitavou
Lúčnica nad Žitavou este o comună slovacă, aflată în districtul Nitra din regiunea Nitra, pe malul râului Žitava⁠(d). Localitatea se află la altitudinea de 137 m deasupra n.m., se întinde pe o suprafață de 12,1 km2 și în 2017 număra 914 locuitori.

## Istoric
Localitatea Lúčnica nad Žitavou este atestată documentar din 1113.

## Demografie
| An:                | 1994 | 2004   | 2014   | 2024   |
| ------------------ | ---- | ------ | ------ | ------ |
| Număr de persoane: | 951  | 911    | 917    | 985    |
| Diferență:         |      | −4,20% | +0,65% | +7,41% |

| An:                | 2023 | 2024   |
| ------------------ | ---- | ------ |
| Număr de persoane: | 986  | 985    |
| Diferență:         |      | −0,10% |